# Macrothele yunlingensis
Espèce
Macrothele yunlingensis est une espèce d'araignées mygalomorphes de la famille des Macrothelidae.

## Distribution
Cette espèce est endémique du Yunnan en Chine,. Elle se rencontre vers Lijiang.

## Description
La femelle holotype mesure 21,93 mm.

## Étymologie
Son nom d'espèce, composé de yunling et du suffixe latin -ensis, « qui vit dans, qui habite », lui a été donné en référence au lieu de sa découverte, les Yunling.

## Publication originale
- Yang, Zhao & Yang, 2019 : « Two new species of the genus Macrothele in southwest China (Araneae: Mygalomorphae: Macrothelidae). » Journal of Dali University, vol. 4, no 6, p. 45-48.